# Roger Van Gool
Roger Van Gool est un footballeur international belge,  né le 1er juin 1950. Il est originaire du village de "Nieuwmoer" dans l'entité de Kalmthout tout au Nord de la Province d'Anvers.
Il commence sa carrière professionnelle en 1967 au Royal Antwerp FC, avant de partir en 1974 pour le FC Bruges, club avec lequel il atteint la finale de la Coupe UEFA en 1976.
En 1976, il s'engage avec le FC Cologne en Bundesliga, pour une durée de quatre saisons. Il part ensuite en Angleterre au Coventry City Football Club, mais rentre dès l'année suivante en Belgique.
En 1982, il part en France, au Nîmes Olympique qui se trouve alors en 2e division, et accède à l'élite l'année suivante. Mais le club n'arrive pas à se maintenir au plus haut niveau, et Van Gool quitte l'équipe à l'issue de la saison.
International belge, il participe à la Coupe d'Europe de 1976, ou son équipe échoue en quart de finale face aux Pays-Bas, malgré le fait qu'il inscrive un but au match retour.

## Palmarès
- Coupe UEFA : 
  - Finaliste : 1976 avec le FC Bruges

- Championnat d'Allemagne :
  - Champion : 1978 avec le FC Cologne

- Coupe d'Allemagne  :
  - Vainqueur :  1977, 1978 avec le FC Cologne

- Championnat de Belgique :
  - Champion : 1976 avec le FC Bruges